# NGC 1351
NGC 1351 je galaksija u zviježđu Kemijska peć.

## Vanjske poveznice
- SEDS: NGC 1351